# Jenny Shircore
Jenny Shircore (...) è una truccatrice britannica.

## Biografia
Nata in India da padre armeno e madre francese, si trasferì nel Regno Unito all'età di dieci anni. Nel 1999 vinse l'Oscar per il miglior trucco per il suo lavoro in Elizabeth. Venne nuovamente nominata nel 2010 per il suo lavoro in The Young Victoria.

## Filmografia
- Aria, regia collettiva (1987)
- Personal Services, regia di Terry Jones (1987)
- Un mese in campagna (A Month in the Country), regia di Pat O'Connor (1987)
- Stormy Monday, regia di Mike Figgis (1988)
- La casa ai confini della realtà (Paperhouse), regia di Bernard Rose (1988)
- Erik il Vikingo (Erik the Viking), regia di Terry Jones (1989)
- Il giardino segreto (The Secret Garden), regia di Agnieszka Holland (1993)
- Un padre in prestito (Second Best), regia di Chris Menges (1994)
- Sister My Sister, regia di Nancy Meckler (1994)
- Nel bel mezzo di un gelido inverno (In the Bleak Midwinter), regia di Kenneth Branagh (1995)
- Mary Reilly, regia di Stephen Frears (1996)
- L'agente segreto (The Secret Agent), regia di Christopher Hampton (1996)
- Roseanna's Grave, regia di Paul Weiland (1997)
- The Land Girls - Le ragazze di campagna, regia di David Leland (1998)
- Painted Angels, regia di Jon Sanders (1998)
- La cugina Bette (Cousin Bette), regia di Des McAnuff (1998)
- Elizabeth, regia di Shekhar Kapur (1998)
- Notting Hill, regia di Roger Michell (1999)
- Gangster nº 1 (Gangster No. 1), regia di Paul McGuigan (2000)
- Enigma, regia di Michael Apted (2001)
- Blow Dry, regia di Paddy Breathnach (2001)
- Piccoli affari sporchi (Dirty Pretty Things), regia di Stephen Frears (2002)
- Triplo gioco (The Good Thief), regia di Neil Jordan (2002)
- Le quattro piume (The Four Feathers), regia di Shekhar Kapur (2002)
- Ned Kelly, regia di Gregor Jordan (2003)
- La ragazza con l'orecchino di perla (Girl with a Pearl Earring), regia di Peter Webber (2003)
- La fiera della vanità (Vanity Fair), regia di Mira Nair (2004)
- Il fantasma dell'Opera (The Phantom of the Opera), regia di Joel Schumacher (2004)
- Lady Henderson presenta (Mrs Henderson Presents), regia di Stephen Frears (2005)
- Chiedi alla polvere (Ask the Dust), regia di Robert Towne (2006)
- As You Like It - Come vi piace (As You Like It), regia di Kenneth Branagh (2006)
- Il quiz dell'amore (Starter for 10), regia di Tom Vaughan (2006)
- Amazing Grace, regia di Michael Apted (2006)
- Elizabeth: The Golden Age, regia di Shekhar Kapur (2007)
- Inkheart - La leggenda di cuore d'inchiostro (Inkheart), regia di Iain Softley (2008)
- The Young Victoria, regia di Jean-Marc Vallée (2009)
- Scontro tra titani (Clash of the Titans), regia di Louis Leterrier (2010)
- Bel Ami - Storia di un seduttore (Bel Ami), regia di Declan Donnellan e Nick Ormerod (2012)
- Suite francese (Suite française), regia di Saul Dibb (2014)
- Macbeth, regia di Justin Kurzel (2015)
- La bella e la bestia (Beauty and the Beast), regia di Bill Condon (2017)
- Maria regina di Scozia (Mary Queen of Scots), regia di Josie Rourke (2018)
- La nave sepolta (The Dig), regia di Simon Stone (2021)
- Pinocchio, regia di Robert Zemeckis (2022)
- L'ultima regina - Firebrand (Firebrand), regia di Karim Aïnouz (2023)